# Купприц

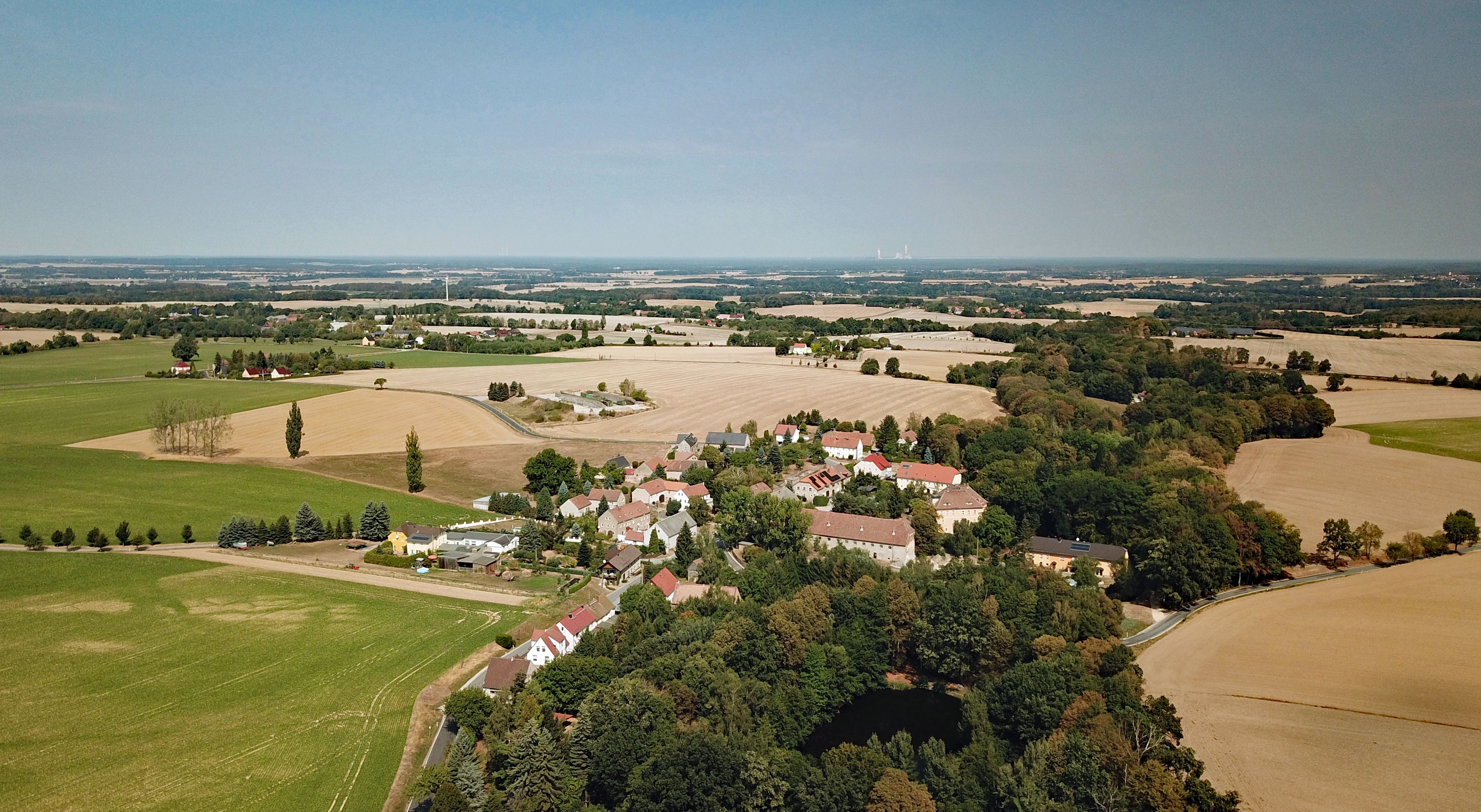

Ку́пприц или Ко́порцы (нем. Kuppritz; в.-луж. Koporcy) — деревня в Верхней Лужице, Германия. Входит в состав коммуны Хохкирх района Баутцен в земле Саксония. Подчиняется административному округу Дрезден.

## География
Соседние населённые пункты: на севере — деревня Нечин, на востоке — деревня Колваз, на юго-востоке — деревня Блоцаны и на западе — административный центр коммуны Хохкирх.

## История
Впервые упоминается в 1225 году под наименованием Otto de Kopericz miles.
С 1936 года входит в современную коммуну Хохкирх.
В настоящее время деревня входит в состав культурно-территориальной автономии «Лужицкая поселенческая область», на территории которой действуют законодательные акты земель Саксонии и Бранденбурга, содействующие сохранению лужицких языков и культуры лужичан.
Исторические немецкие наименования
- Otto de Kopericz miles, 1225
- Copericz, 1330
- Copperitz, 1419
- Kopperitz, 1486
- Koppritz, 1547
- Kuppericz, 1564
- Kuppritz, 1791
- Kuppritz (Alt- u. Neu-), 1908

## Население
Официальным языком в населённом пункте, помимо немецкого, является также верхнелужицкий язык.
Согласно статистическому сочинению «Dodawki k statisticy a etnografiji łužickich Serbow» Арношта Муки в 1884 году в деревне проживало 240 человек (из них — 202 серболужичанина (90 %)).
| 1834 | 1871 | 1890 | 1910 | 1925 |
| ---- | ---- | ---- | ---- | ---- |
| 132  | 211  | 222  | 220  | 203  |